# Team DSM Women
A Team DSM Women (Código UCI: DSM) é uma equipe feminina de ciclismo profissional com sede nos Países Baixos, a qual compete em eventos de elite do ciclismo de estrada, como a Copa do Mundo Feminina da União Ciclística Internacional. Foi fundada em 2011 sob o nome Skil–Argos e atualmente faz parte do escalão das equipes femininas da UCI (UCI Women's Team).

## Material ciclista
A equipa utiliza bicicletas Scott Bikes e componentes Shimano

## Classificações UCI
As classificações da equipa e do seu ciclista mais destacado são as seguintes:
| Temporada | Classificação por equipas | Melhor corredor | Posição |
| 2016      | 7.º                       | Leah Kirchmann  | 8.º     |
| 2017      | 2.º                       | Ellen van Dijk  | 4.º     |
| 2018      | 3.º                       | Coryn Rivera    | 7.º     |
| 2019      | 2.º                       | Leah Kirchmann  | 18.º    |
| 2020      | 4.º                       | Liane Lippert   | 7.º     |

## Palmarés
Para anos anteriores veja-se: Palmarés do Team DSM Women.

### Palmarés 2021

#### UCI WorldTour Feminino
| Datas | Corridas | Ganhadora |

#### UCI ProSeries
| Datas       | Corridas                               | Ganhadora     |
| 30 de abril | Prólogo do Festival Elsy Jacobs (CRI)  | Lorena Wiebes |
| 26 de maio  | 2.ª etapa do Tour de Turingia feminino | Lorena Wiebes |
| 30 de maio  | 6.ª etapa do Tour de Turingia feminino | Lorena Wiebes |

#### Calendário UCI Feminino
| Datas      | Corridas                 | Ganhadora     |
| 7 de abril | Scheldeprijs             | Lorena Wiebes |
| 8 de maio  | Grande Prêmio Eco-Struct | Lorena Wiebes |

#### Campeonatos nacionais
| Datas | Corridas | Ganhadora |

## Modelos
Para anos anteriores, veja-se Elencos da Team DSM Women

## Integrantes

### Elenco de 2021

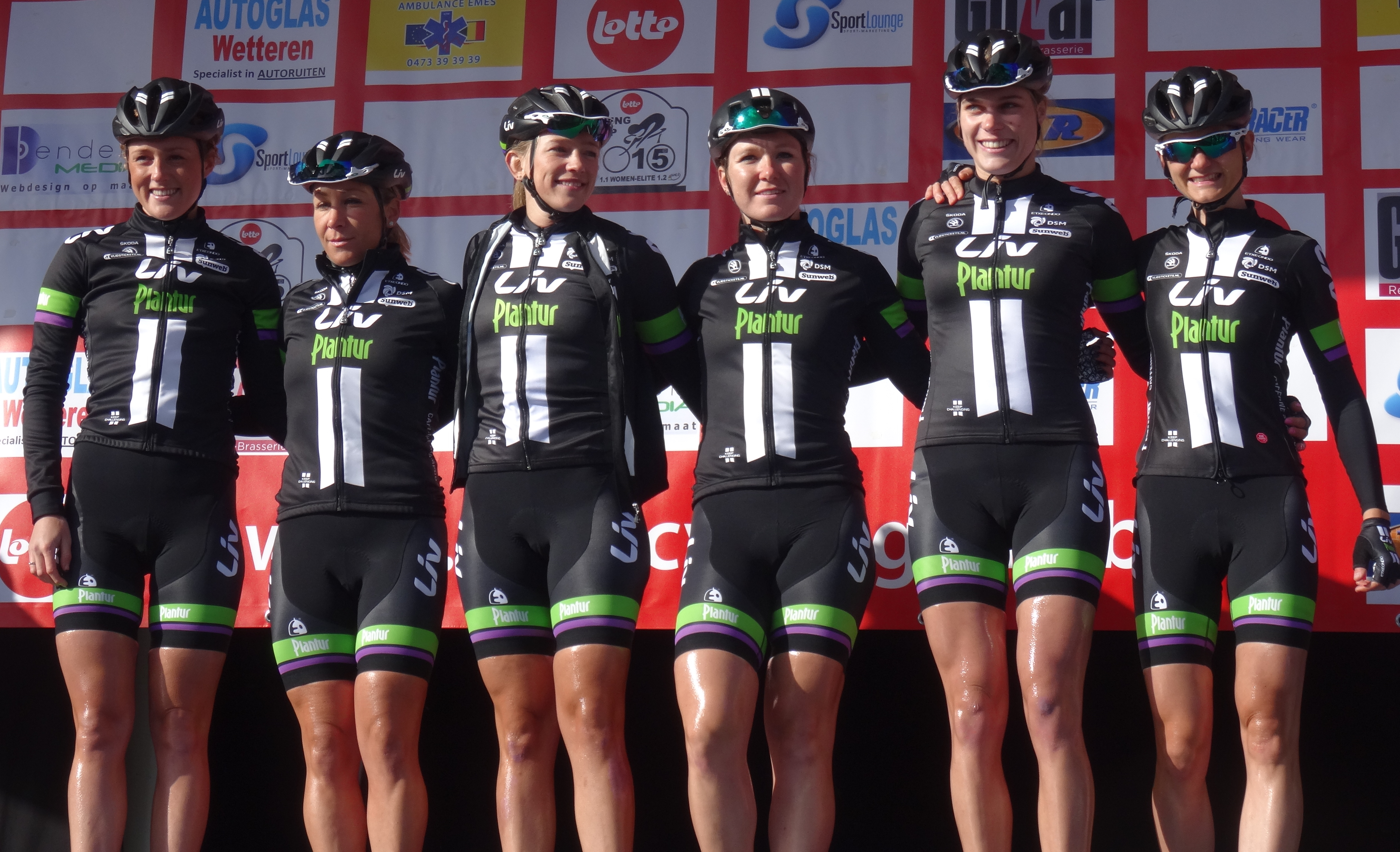
Sunweb em 2015

| Integrantes da equipe 2021 | Integrantes da equipe 2021 | Integrantes da equipe 2021             | Integrantes da equipe 2021 |
| Ciclista                   | Data de nascimento         | Equipe anterior                        |                            |
| -------------------------- | -------------------------- | -------------------------------------- | -------------------------- |
| Susanne Andersen           | 23 julho 1998              | Hitec Products-Birk Sport (2018)       |                            |
| Pfeiffer Georgi            | 27 setembro 2000           | Jadan Weldtite (2018)                  |                            |
| Megan Jastrab              | 29 janeiro 2002            | Rally Cycling (2020)                   |                            |
| Leah Kirchmann             | 30 junho 1990              | Optum-Kelly Benefit Strategies (2015)  |                            |
| Franziska Koch             | 13 julho 2000              | Watersley International (2019)         |                            |
| Juliette Labous            | 4 novembro 1998            | VC Morteau Montbenoit (2016)           |                            |
| Liane Lippert              | 13 janeiro 1998            |                                        |                            |
| Floortje Mackaij           | 18 outubro 1995            |                                        |                            |
| Wilma Olausson             | 9 abril 2001               |                                        |                            |
| Esmée Peperkamp            | 23 julho 1997              | Loving potatoes-de Jonge Renner (2020) |                            |
| Coryn Rivera               | 26 agosto 1992             | UnitedHealthcare Women's Team (2016)   |                            |
| Julia Soek                 | 12 dezembro 1990           | Sengers (2013)                         |                            |
| Lorena Wiebes              | 17 março 1999              | Parkhotel Valkenburg (2020)            |                            |
|                            |                            |                                        |                            |
| Fonte: ProCyclingStats     |                            |                                        |                            |